# Kamendaka nigeriana
Kamendaka nigeriana är en insektsart som beskrevs av Synave 1971. Kamendaka nigeriana ingår i släktet Kamendaka och familjen Derbidae. Inga underarter finns listade i Catalogue of Life.